# Blue Star 1
Le Blue Star 1 est un ferry rapide de la compagnie grecque Blue Star Ferries. Construit de 1999 à 2000 par les chantiers Van der Giessen-de Noord aux Pays-Bas, il navigue depuis juin 2000 sur les lignes de Blue Star Ferries, tout d'abord entre la Grèce et l'Italie puis en mer Égée à partir de 2011.

## Histoire

### Origines et construction
À la fin des années 1990, les lignes maritimes entre la Grèce et l'Italie sont largement dominées par les compagnies Superfast Ferries et Minoan Lines grâce à leurs performantes flottes de navires rapides de grandes dimensions. Depuis l'arrivée de Superfast Ferries sur le marché en 1995, la vitesse s'est progressivement imposée comme un standard sur les lignes de l'Adriatique. C'est dans ce contexte que la compagnie Strintzis Lines, opérateur de longue date sur ces liaisons, envisage la construction d'unités similaires afin de se maintenir au niveau de ses concurrents. Ainsi, la commande de deux navires rapides jumeaux est passée en 1998 aux chantiers néerlandais Van der Giessen-de Noord. Malgré des dimensions légèrement inférieures à celles de leurs rivaux, les futurs navires sont cependant conçus pour atteindre des vitesses équivalentes de l'ordre de 27 nœuds. Prévus pour transporter 1 600 passagers, les aménagements intérieurs intègrent les derniers standards en matière de confort avec plusieurs restaurants et bars, dont l'un avec piscine, et une centaine de cabines privatives avec sanitaires. Le garage est quant à lui pensé pour accueillir, en plus de 640 véhicules, une centaine de remorques, et couvre en conséquence la hauteur quatre ponts et demi.
Le premier navire est mis sur cale le 24 août 1999 et lancé le 18 décembre. Initialement nommé Superferry Atlantic, son nom sera toutefois changé en Blue Star 1 à la suite du rachat de Strintzis Lines par le groupe Attica, société mère de Superfast Ferries. En conséquence, le navire arbore les couleurs de la marque Blue Star Ferries qui succède à Strintzis Lines. Après plusieurs mois de finitions, il est livré à son propriétaire le 6 juin 2000.

### Service
Après avoir quitté les Pays-Bas pour rejoindre la Grèce, le Blue Star 1 est mis en service le 13 juin 2000 entre Patras, Brindisi et Ancône. À partir de 2001, l'escale à Brindisi est supprimée et remplacée par le port grec d'Igoumenitsa qui est desservi d'avril à octobre.
En 2002, le navire remplace temporairement les ferries Superfast III et Superfast IV de Superfast Ferries en attendant la livraison des nouveaux Superfast XI et Superfast XII. Le Blue Star 1 est ensuite transféré en juillet sur les liaisons de Blue Star Ferries en mer Égée et dessert les archipels des Cyclades et du Dodécanèse depuis Le Pirée.

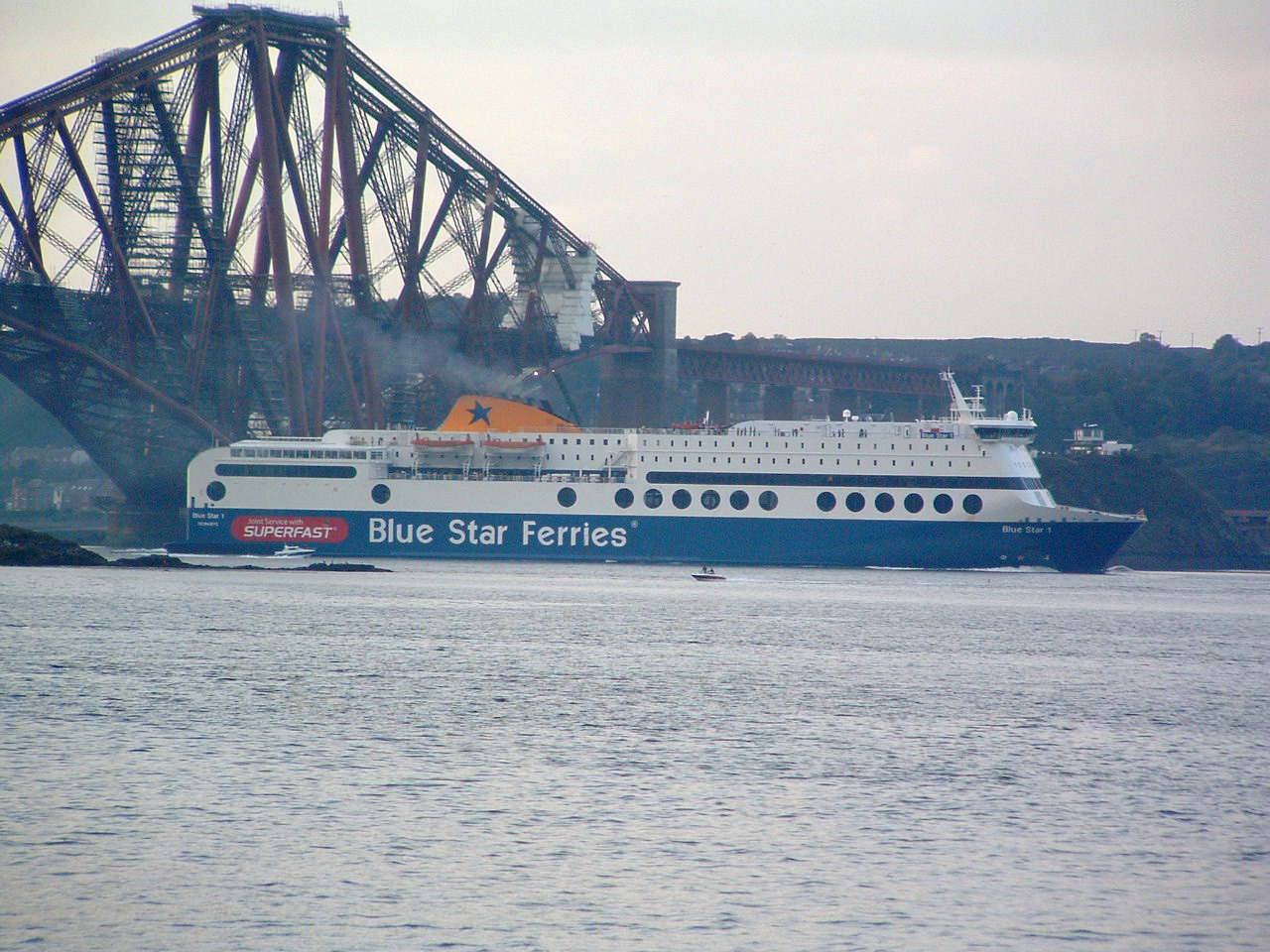
Le Blue Star 1 à Rosyth en 2007.

En mars 2005, il est remplacé par son sister-ship et réaffecté sur les lignes de l'Adriatique et navigue entre Patras, Igoumenitsa et Bari jusqu'en janvier 2007. Après un arrêt technique effectué aux chantiers Neorion Shipyards durant lequel une quinzaine de cabines est ajoutée au pont 9, le groupe Attica décide de transférer le navire sur ses liaisons en Europe du Nord. Après avoir quitté la Grèce le 26 janvier, le Blue Star 1 débute ses rotations entre la Belgique et l'Écosse trois jours plus tard en remplacement du Superfast X. Durant cette période, le navire arbore simultanément les logos de Blue Star Ferries et de Superfast sur sa coque.
En septembre 2008, le groupe Attica décide finalement d'interrompre ses activités en mer du Nord. Le navire retourne quelque temps plus tard en Grèce et reprend ses traversées entre Patras, Igoumenitsa et Bari. En mars 2011, après avoir navigué brièvement vers Ancône, il quitte une nouvelle fois les lignes de l'Adriatique pour celles de la mer Égée.
En mars 2021, le Blue Star 1 est affrété par la compagnie Irish Ferries qui envisage de l'employer en renfort entre l'Irlande et le Royaume-Uni en raison du redéploiement d'une grande partie de la flotte sur les liaisons vers la France. Après avoir été repeint aux couleurs de la compagnie irlandaise, le navire quitte la Grèce le 31 mars à destination de Rosslare.

## Aménagements
Le Blue Star 1 possède 9 ponts. Bien que le navire s'étende en réalité sur 11 ponts, les ponts 4 et 6, inexistants, sont tout de même comptés, et leur absence ne crée ainsi pas de décalage dans la numérotation des étages. Les locaux des passagers couvrent la totalité des ponts 7 et 8 et une partie du pont 9. L'équipage loge pour sa part sur la partie avant du pont 9. Les ponts 3 et 5 sont entièrement consacrés au garage ainsi que la partie avant du pont 2.

### Locaux communs
Les installations du Blue Star 1 sont essentiellement situés sur le pont 7. Le navire est équipé de deux bars-salons à l'avant et à l'arrière, d'un restaurant à la carte, d'un restaurant libre-service, et d'une véranda sur le pont 8 arrière. Une boutique est également présente ainsi qu'une salle d'arcade. À sa mise en service, le navire possédait une piscine extérieure sur le pont 8 arrière, mais celle-ci a depuis été supprimée.

### Cabines
Le Blue Star 1 possède 192 cabines situées sur les ponts 8 et 9 vers l'avant du navire. D'une capacité de deux à quatre personnes, toutes sont pourvues de sanitaires privatifs comprenant douche, WC et lavabo.

## Caractéristiques
Le Blue Star 1 mesure 176,09 mètres de long pour 25,70 mètres de large, son tonnage était à l'origine de 29 415 UMS avant d'être porté à 29 858 UMS lors d'une refonte en 2007. Le navire a une capacité de 1 600 passagers et possède un garage de 1 745 mètres linéaires pouvant contenir 640 véhicules répartis sur deux niveaux et demi ainsi que 100 remorques. Le garage est accessible par deux portes rampes situées à la poupe. La propulsion du Blue Star 1 est assurée par quatre moteurs diesels MAN-B&W 8L58/64 développant une puissance de 44 480 kW entrainant deux hélices faisant filer le bâtiment à une vitesse de 27 nœuds. Le navire possède quatre embarcations de sauvetage de grande taille, une embarcation semi-rigide de secours et plusieurs radeaux de sauvetage.

## Lignes desservies
À sa mise en service, le Blue Star 1 était affecté aux liaisons entre la Grèce et l'Italie. Tout d'abord employé entre Patras, Brindisi et Ancône, le port de Bari sera rapidement délaissé au profit d'Igoumenitsa. À partir de juillet 2002, il est transféré en mer Égée sur les lignes vers les Cyclades et le Dodécanèse et relie depuis Le Pirée les îles de Patmos, Leros, Kos et Rhodes. Redéployé à compter de 2005 en mer Adriatique, il est affecté entre Patras, Igoumenitsa et Bari. Entre 2007 et 2008, il est transféré sur les liaisons du groupe Attica en mer du Nord et navigue entre la Belgique et l'Écosse sur la ligne Zeebruges - Rosyth. De retour en Méditerranée, il reste affecté dans l'Adriatique jusqu'en 2011 puis est redéployé en mer Égée.